# 伊丽莎·阿克顿
伊丽莎·阿克顿（英語：Eliza Acton，1799年4月17日—1859年2月13日）是一位英国美食作家和诗人，他为国内读者制作了英国最早的烹饪书籍之一，《私人家庭现代烹饪》。这本书介绍了现在普遍使用配料的做法，并给出每种食谱的建议烹饪时间。其中包括最早的为抱子甘蓝和意大利面 的英语食谱。它还包含了阿可顿称之为“圣诞布丁”的首个食谱；这道菜通常被称为李子布丁，虽然阿克顿是第一个将名称和食谱放在一起的人，但以前曾出现过这种食谱。
1799年阿克顿生于苏塞克斯。她在萨福克长大，在那里经营一所女子寄宿学校，之后在法国度过了一段时间。 1826年返回英国后，她出版了诗集，并于1845年发行了针对中产阶级家庭的烹饪书。该书以引人入胜的散文形式撰写，受到许多评论家的好评。它在一年内被反复印刷，直到1918年，该书的出版商朗文出版社才决定停止印刷，随后又发行了多个版本。 1857年，阿克顿出版了《家用英语面包书》 ，这是一部比《现代烹饪》更具学术性和研究性的著作。这本书包括了英格兰地区面包制作的历史、欧洲烘焙方法的研究以及许多的食谱。
在这本书出版的后几年，现代烹饪被伊莎贝拉·比顿的畅销书《比顿夫人的家务管理书》（1861年）的成功盖过了风头，这本书中有几道食谱抄袭了阿克顿的作品。尽管直到1994年才对《现代烹饪》进行全面重印，但该书在20世纪下半叶受到英国厨师们的赞赏，并影响了其中许多人，包括伊丽莎白·戴维 ，简·格里森 ，德莉亚·史密斯和里克·斯坦 。

## 自传

### 早年生活

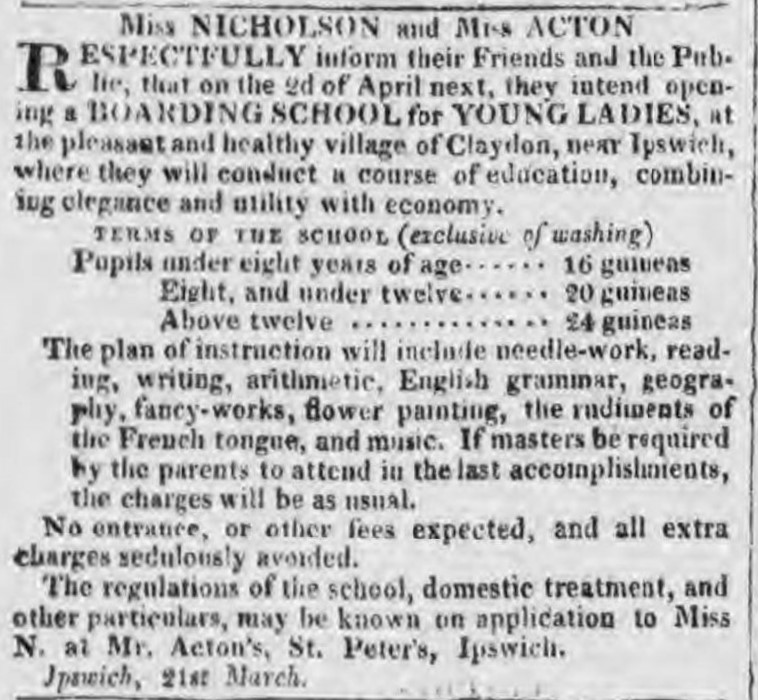
阿克顿在《伊普斯维奇杂志》上为其寄宿学校刊登的广告

伊丽莎·阿克顿于1799年4月17日出生于苏塞克斯的巴特（ Battle ），并于6月5日在她当地的教区教堂受洗。她是酿酒师约翰·阿克顿和他的妻子伊丽莎白所生的九个孩子中的老大。    1800年之前，这个家庭搬到了萨福克郡伊普斯威奇，在那里他们住在圣彼得啤酒厂附近的房子里，她的父亲约翰在那儿受雇经营着一家啤酒厂，这家啤酒厂原本是托特曼,哈利迪和斯塔德经营的。   1811年，托特曼去世，约翰获得了成为公司初级合伙人的机会。他接受了这项业务，并将公司更名为斯塔德，哈利迪和阿克顿。希拉·哈迪在为伊丽莎写的传记中写到，他的父亲约翰已经借了大量的钱使自己参与到这个公司。 
1817年，阿克顿与尼科尔森小姐（目前尚无其他消息）一起在伊普斯威奇郊外的克莱顿开设了一家“青年女子寄宿学校”。 1819年，阿克顿离开学校，并于9月在附近的大比灵斯与她的姐妹们开办了另一所学校；1822年学校搬迁three英里（4.8）到了距离4800米的伍德布里奇，但可能在1825年关闭。
阿克顿早年在法国巴黎或者法国南部某一地区呆过一段时间，但她何时离开英国的却不得而知。哈迪认为她很可能是在1823年去旅行的。  食品历史学家伊丽莎白·雷在《牛津国家人物传记词典》上写到，因为阿克顿的体质很弱，所以为了身体健康而出国旅行。 可能她是去巴黎的时候怀孕了，在国外生下了一个私生女。 食品作家玛丽 艾利特和欧利威亚 奥迪什认为，阿克顿的孩子是由伊丽莎的姐姐萨拉抚养长大的。两人还注意到，“除了家族传统，没有任何证据可以证明这一点”。 哈迪驳斥了这一理论，指出阿克顿没有一个叫萨拉的姐姐，更不用说已婚的了（阿克顿的两个姐妹都没有结婚）；她还指出，她没有发现任何洗礼或人口普查记录可以证明与其年龄相仿的孩子。 在法国期间，阿克顿与一名法国陆军军官有一段不顺利的感情；有可能订过婚，但如果这样的话，婚约已经解除了。她大约是在1826年返回英国的。 

### 诗人

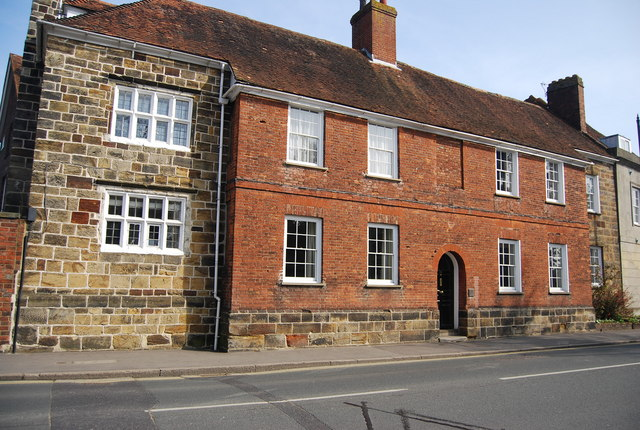
汤布里奇附近的博尔迪克故居（现为红楼）

阿克顿至少从1822年就开始写诗了，因为她在其中一首诗的下面标注了1822年。在法国，她至少也写过一部作品《接近巴黎》，这首诗写于1826年。 回到英格兰后，她安排了朗文出版社出版了一部诗集。 按照当时出版商的惯例，阿克顿必须将订阅者的名字列在书里（即预付稿费的那些人），这些人几乎全部来自萨福克。 1826年10月印刷了328册，一个月之内又要重新印刷。 她随后写了一些更长的诗，包括1838年发表在萨德伯里纪事报的《卡斯特尔·弗拉明厄姆纪事》和1842年维多利亚女王 第一次访问苏格兰时写的《北方之声》。 其他诗歌在当地期刊《萨德伯里口袋书》中出版。 
1827年，约翰·阿克顿被宣告破产，他所合伙的公司也被解散了。他的一位商业伙伴还对他进行了索赔。破产专员要求约翰自行向专员办公室公开他的财产，而他却逃到了法国。 在他不在的那段时间里，他的家人搬进了肯特郡汤布里奇附近的博迪宅邸，在那里，伊丽莎的母亲伊丽莎白·阿克顿，把这座巨大的建筑变成了供来自上流社会宾客住宿的公寓，特别是为那些想要参观皇家唐桥井并享受那里水疗设施的人。  伊丽莎白很可能在1841年左右离开了博迪宅邸，尽管她的女儿仍留在了那里。 

### 烹饪作家
哈迪认为阿克顿在1835年又给朗文出版社寄了一首要出版的诗歌，而艾丽埃特和奥迪什则认为是在1837年的时候寄的。据报道，该公司拒绝了这首诗，并建议她写一本烹饪书。哈迪认为没有这回事。 用她自己的话说，阿克顿用了十年的时间来开发她的烹饪书，该书于1845年1月出版，并命名《现代烹饪的各个分支构》。  该作品针对的是英国中产阶级； 她在序言中写道：
尤其是国内经济的琐事不用在受过教育和有成就的人的注意下遭到蔑视；而真正文雅、聪明、高尚的英格兰妇女，在如今这个比较好的时代里，已经不再把那些有损于她们的尊严或有损于她们的魅力的琐事联系在一起了。 
尽管阿克顿将其中几个菜谱标记为“法国菜”，《现代烹饪》主要一本英国菜谱。根据英国文学教授苏珊·兹洛特尼克的说法，其中一章介绍了咖喱（和罐装肉），并给出了东方“印度酸辣酱”（酸辣酱）的食谱，将它们视为一种归化的英印菜肴，而不是仅源自印度。 该书包含了第一个关于抱子甘蓝 的菜谱并且在英语烹饪书中首次使用了意粉这个词-她拼写为sparghetti 。 它还包含阿克顿称之为“圣诞节布丁”的第一个菜谱；这道菜通常被称为李子布丁。虽然阿克顿是第一个将名称和食谱放在一起的人，但以前曾出现过这种食谱。 
阿克顿每种食谱的布局都是为了描述烹饪顺序，然后列出配料和准备菜肴所需的总烹饪时间。由于包括了时间和食材，《现代烹饪》与其他烹饪书籍有所不同，并且是阿克顿自己研发的。 阿克顿写道，每个食谱都已经提前尝试做过了，并“在我们自己的家里和我们亲自检查的情况下证明了”。 食品历史学家莎拉·弗里曼将阿克顿的烹饪说明描述为“如此认真地撰写，并且具有如此的美食敏感性，以至于 ... 《现代烹饪》既是食品的艺术品，又是实用的艺术品。“ 
《现代烹饪》的评论都很正面 ，《晨邮报》的评论家认为它“无疑是迄今为止出版的最有价值的艺术概要”。  《旁观者》的评论指出，这本书的排序“自然流畅”，而且“制作方法描述的非常清楚，并且似乎是建立在化学原理的基础上”；  《肯特郡公报》的审阅者也称赞了其清晰的制作说明，以及其指明了配料和时间。  阿特拉斯报刊的一位不愿具名的评论家称食谱的排版“极好” 并且在《埃克塞特》和《普利茅斯公报》给予了积极的评价，赞扬了“所给出说明的清晰度” ，并与其他烹饪书籍进行对比。 
1845年5月发行了第二版修正和补充的《现代烹饪》 。 朗文出版社还通过费城的李&布兰查德公司在美国发行了此版本。这本书卖得很好，1845年6月朗文出版社给阿克顿67镑11先令2便士作为她应得的利润。 在随后的几年里，1846年她赚了162英镑，在1847年赚了189英镑，当时她能得到一半的利润； 1849年，她的利润下降到只有四分之一，只获得83英镑的收入。 
《现代烹饪》出版后的一段时间，阿克顿从汤布里奇搬到伦敦西北部的汉普斯特德。她成为《女性同伴和家庭词汇》周刊 的美食专栏记者，并开始为一本有关病人营养的书《无效烹饪》撰写研究报告。 后来，她中断了研究工作，以撰写新版《现代烹饪》 。该书于1855年出版，并更名为广为人知的《私人家庭现代烹饪》 ， 此版本包含一个名为“外国和犹太烹饪”的附加章节；犹太食谱来自阿什肯纳兹美食。 
阿克顿这本书的第一版便如此成功，让越来越多的烹饪作家纷纷仿效。 阿克顿在1855版的序言中提到：“很多当代作家都寡廉鲜耻地大量借鉴我的书而竟然没有一个标明其出处。” 在19世纪50年代间，她身体日益衰弱，在前言中写道，“我正因过度劳累而付出沉重的代价”；她接着写道：“因为这种劳累跟之前我所有生活习惯完全不一样，对我造成了很大的伤害。
阿克顿总认为在1855版中关于烘焙面包自己写的还不够多，于是尽管身体欠恙，她仍决定要在下一本书《英国面包家用书》中（1857年5月版）中充分探讨这一问题。 不同于现代烹饪，这本书被哈迪评价为“一项严谨的科学研究…其语言风格比她之前作品严肃很多”。该书介绍了英国面包烘焙的历史、对欧洲面包烘焙的改良、以及不同面包制作所用原料及做法的整理归纳。阿克顿还提到当时面粉制造者和面包师对面包掺假的信息，其中包括添加明矾和她所谓的“其他有害物质”。食品作家伊丽莎白雷认为，这本书没有《现代烹饪》成功，并且直到1990年才重印。
由于长年遭受病痛的折磨，阿克顿于1859年2月13日在家中去世，享年59岁。死后她被埋葬在伦敦的圣约翰·汉普斯特德教堂。 

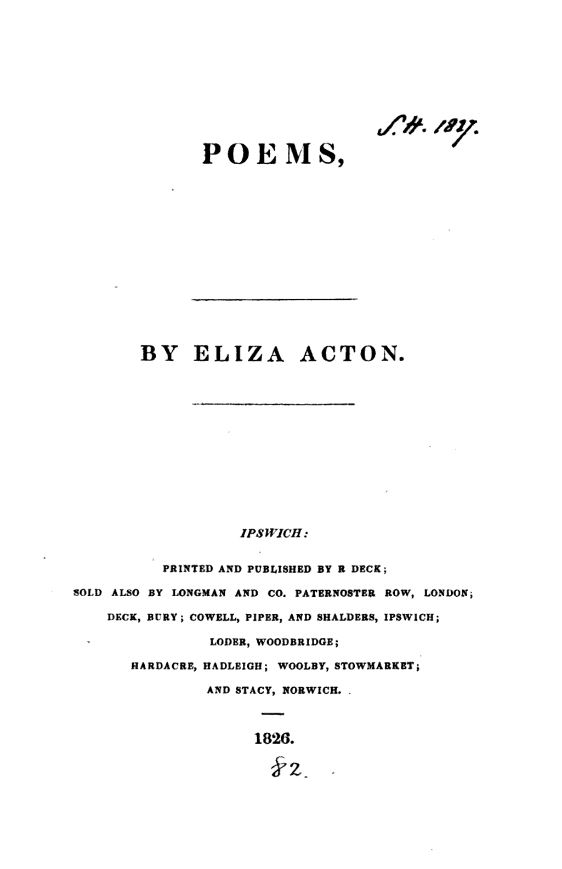
阿顿1826年收藏的诗的标题页

在回顾19世纪女性诗歌后，李·克里斯蒂娜·奥布赖恩认为阿克顿“创作的诗歌在当时正值繁盛的诗坛并没能脱颖而出。”奥布莱恩发现阿克顿的一些诗歌颇具幽默色彩与人道主义精神。 艾利特与奥迪丝将阿克顿的作品归类为浪漫主义诗歌；他们认为这些诗歌“缺乏独创性也比较平庸”，这样的陈词滥调只能“体现技巧性但却缺少启发性”。哈代在阿克顿赞美大自然和享受黄昏的诗歌中发现了重复的主题；他们中的大多数都以单相思为主题还有对那个差点儿成自己未婚夫的男人感情。哈代还在诗中看到“几乎男性才有的那种激烈而深刻的情感表达”。 奥布赖恩则在一些阿克顿的诗歌中感受到了幽默，并截取了名为“来到我的坟墓”的诗歌，其主题是“一个颇为诙谐尖刻的人在计划其死后作为亡灵如何复仇”——一首有哥特式浪漫主义色彩的爱情抒情诗仿作。 
死后请来我的坟墓，
独自弯腰默哀片刻；
再次从我的心上践踏吧
你不会过于痛苦—
但如果会的话，那么以后就
尽可能远离我坟墓破裂的泥土吧：
我不会伤害你的胸膛，以此证明
这最深沉、“遥远的爱”
这坟墓应是和平的圣殿
在这里所有负面情绪都烟消云散；—
虽然你会平静地注视着我的坟墓
我却不能复活来看你，
这注定让我的视线只能落在你的坟墓上：—
那瞬间十分痛苦
会将让那强大的生命力

再次注入我身体并凝聚在我心周围！

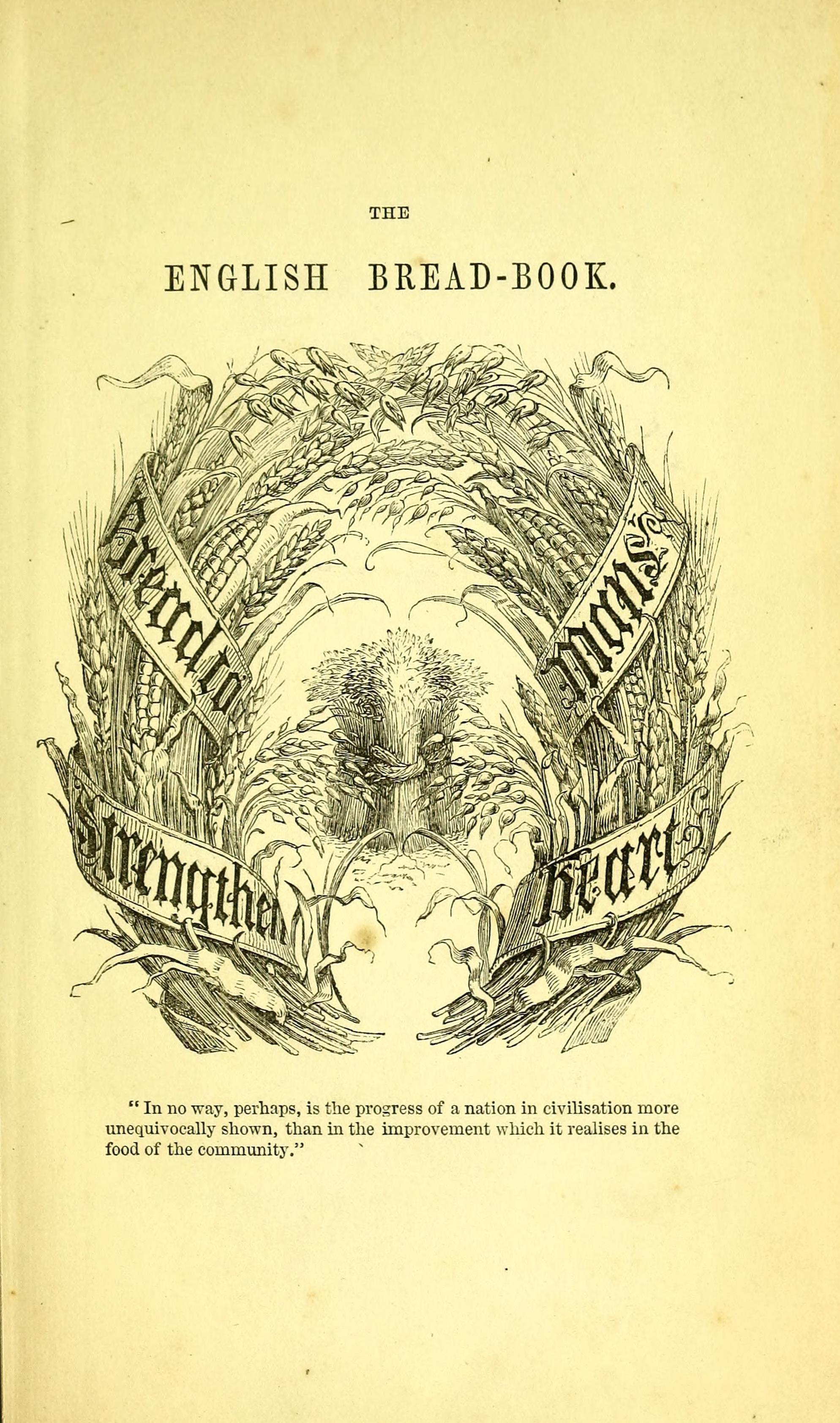
1857年英国面包书的正篇

奥布赖恩在阿克顿高水平的散文中发现，现代烹饪是一种独特的文化文献。 正如美食作家伊丽莎白·戴维所写，
[阿克顿的]…书是最后一个表达工业化前英国对食物的口味和对烹饪的态度。简•奥斯丁和拜伦勋爵，范妮•伯尼和托比亚斯•斯莫列特都很熟悉她所描述的菜肴及其配料。 
根据戴维的说法，阿克顿描述的许多菜肴都是18世纪的，随着19世纪工业化和城市化的发展，所描述的主食已被取代。 戴维引用了1840年推出的Bird's Custard Powder的例子，作为烹饪中发生的根本变化的例子。 阿克顿在1855年改写该书时接纳了食品科学方面的一些变化，其中包括尤斯图斯·冯·李比希的丁辛牌牛肉汤料和李比希的学生兼翻译威廉·格雷戈里所做的贡献。
阿克顿在《现代烹饪》一书的前言中写道，她的食谱“首先且最关注的是那些通常被称为普通英式菜肴的东西”，记者兼食品评论家克里斯托弗·德赖弗认为这本书“就像…十八世纪的英国人祖先一样”。 伊丽莎白·雷注意到，虽然阿克顿“基本算是一名很英式的厨师”，但许多食谱都被标记为法国菜，而也有一章专门记录外国食物。 这些食谱记载了印度，叙利亚，土耳其，意大利，德国，葡萄牙，毛里求斯，瑞士和西印度群岛的美食做法。 阿克顿很想学习外国的饮食文化，并写道：“不要仅仅因为它们是外国菜就盲目采用外国的制作方式，毫无疑问，我们应该选择性地向其他国家学习”。 同样，《英式面包书》的重点是英式面包，阿克顿在序言中写道：“面包是绝大多数英国人生活的第一必需品；所有英国人都会吃的东西，许多人的主要食物-几乎是更多人唯一的食物。” 她在法国，德国和比利时的一整章中都专门介绍面包和面包的制作方法，以及所有食品的主要成分。本书包含德国粗麦粉，法国面包，意大利玉米粥面包，土耳其面包和印度面包的食谱
食品历史学家鲍勃·阿什利认为，《现代烹饪》的中心主题是食品经济，尽管阿克顿建议拒绝使用可疑成分与其有所冲突。 阿克顿在这本书的序言中写道：“可以肯定的是，好的烹饪便是最佳最真实的经济，其充分利用了各种有益健康的食物来做出可口的饭菜，那些无知的人则会认为这些饭菜没办法吃或不屑地直接扔掉他们”。 她用过剩的圣诞节布丁创作了“优雅经济学家的布丁”这道菜并给出了食谱； 创作“高级野兔汤”同时，也给出了“价格适中的野兔汤”的食谱。  社会历史学家约翰·伯内特指出，尽管这些菜肴据说是针对中等收入的中产阶级家庭的，但该书中的食谱却包括松露，香槟，奶油底，鹿肉馅饼和野兔。   
食品作家艾伦·戴维森认为“现代烹饪”是“有史以来最精美（实用）的烹饪书籍之一”。 尼古拉·汉布尔在其关于英国烹饪史的书中写道，阿克顿在书中用很多形容词及观点讲述了“专家古怪而自信的观点”，使得散文变得热情和有启发性”。 1968年，伊丽莎白·戴维写到，阿克顿的食谱既具有启发性又是决定性的。在《现代烹饪》中，一个100字的段落介绍了用打蛋清做海绵蛋糕的指导，戴维认为这比1927年《圣昂格夫人的美食》中有关同一主题的八页文章讲的清楚得多。
阿克顿的工作充满幽默感，尤其是在报告配方错误时。 她的‘出版商布丁’食谱包含白兰地，蛋白杏仁饼干，奶油和杏仁，“几乎不会太浓”，而可怜作者布丁是用牛奶，面包，鸡蛋制成的和糖，这是一个更简单的菜。 同样，她在上等松苹果果酱的食谱中写道，如果将混合物直接加热，“通常会把原本是极好的蜜饯的东西转变成一种难以命名的奇怪化合物。 

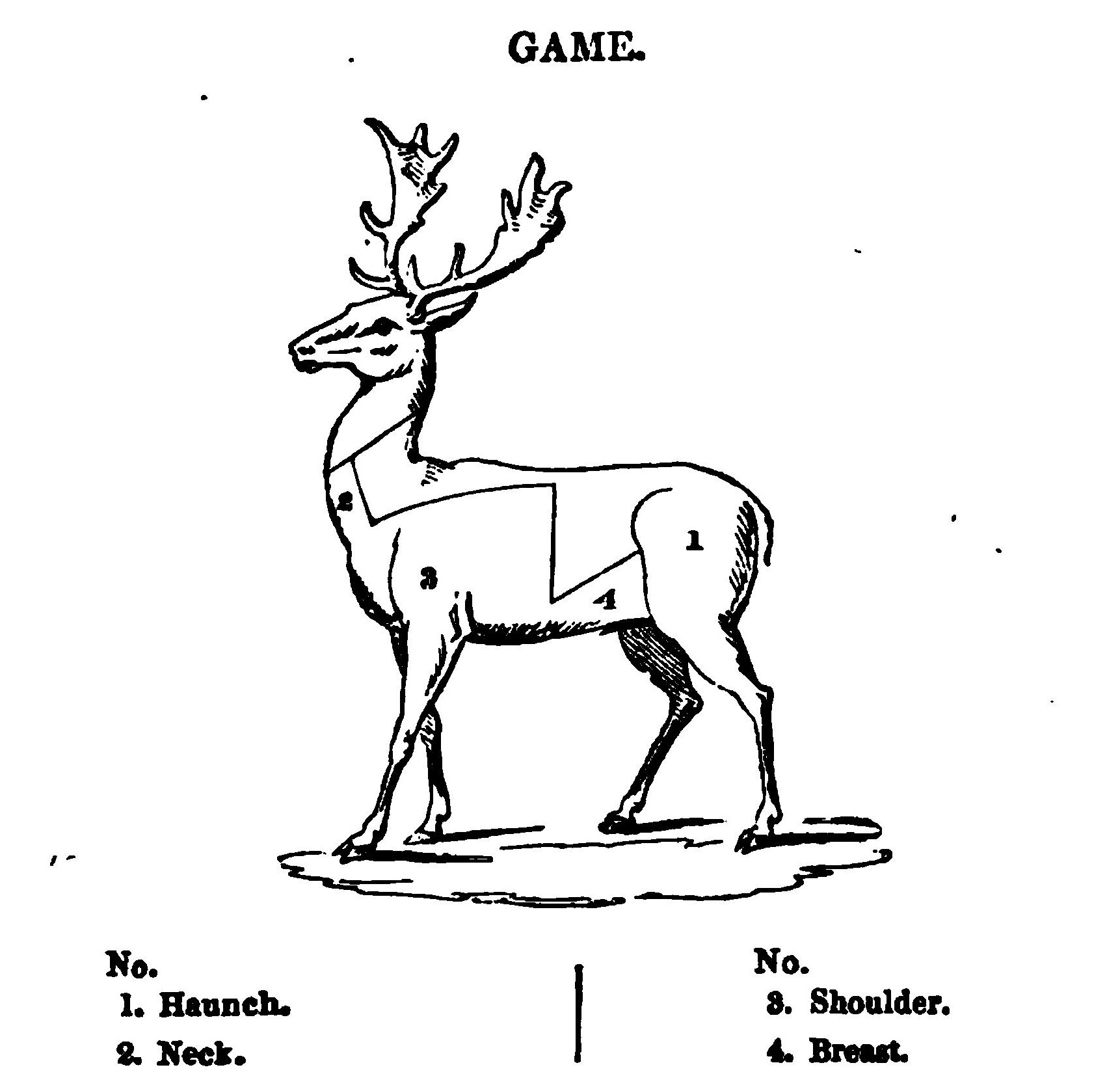
游戏片段，来自现代烹饪

《现代烹饪》一书直到1918年仍在印行，直到其他书籍的竞争使其热度下降，最后朗曼斯决定不重新出版。 阿克顿的作品直到1968年才开始重新印行，伊丽莎白·雷编辑并由伊丽莎白·戴维进行介绍时，她精选的食谱被收录在《伊丽莎·阿克顿最佳》系列中。伊丽莎白·雷编辑并包括伊丽莎白·戴维的介绍中，她的一些食谱被选入《伊丽莎·阿克顿的最佳》。直到1994年，现代烹饪》才被完整地重印， 尽管《英语面包书》于1990年就已经被重印。
1857年，伊莎贝拉·比顿开始为《英国女性》杂志撰写烹饪专栏时，许多食谱都是从《现代烹饪》中抄袭而来。  1861年，伊莎贝拉的丈夫塞缪尔出版比顿夫人的《家庭管理之书》 ，其中还抄袭了阿克顿的食谱。 伊莎贝拉·比顿的传记作家凯瑟琳·休斯举例说明了比顿的汤菜的三分之一和她的鱼食谱的四分之一，均参考阿克顿的食谱。伊莎贝拉·比顿在某种程度上还是遵循了阿克顿食谱的新布局，尽管作了较大的改动：而《现代烹饪》提供了烹饪方法并列出了所需原料，《英国女性杂志》和《比顿夫人家庭管理之书》在烹饪过程之前列出了每一步骤以及其时长。 
食品历史学家比尔·威尔逊认为，许多现代烹饪作家都对阿顿和她的作品负有责任。 伊丽莎白·戴维在1977年写道， 《英语面包书》对她自己的《英式面包和酵母烹饪》有重大影响并且从中借鉴了很多，她因此认为亏欠于阿克顿； 大卫还将现代烹饪描述为“我们语言中最伟大的烹饪书”。 厨师戴莉亚·史密斯也持类似观点，并称阿克顿为“英语方面的最佳烹饪作家”。 烹饪作家简·格里森受阿克顿的影响，特别是当她撰写英式美食（1974）时而厨师里克·斯坦在其烹饪书《海鲜爱好者指南》 （2000年）中加入了她的“奶油炖菜”。 

## Notes and references

### Sources
- Acton, Eliza. . London: Longman & Co. 1826  [2021-01-25]. OCLC 13284872. （原始内容存档于2020-08-01）.
- Acton, Eliza.  2. London: Longman, Brown, Green and Longmans. 1845. OCLC 40747609.
- Acton, Eliza. . London: Longman, Brown, Green and Longmans. 1855. OCLC 758341567.
- Acton, Eliza. . London: Longman, Brown, Green Longmans and Roberts. 1857. OCLC 14352867.
- Ashley, Bob. . London: Routledge. 2004. ISBN 978-0-4152-7039-7.
- Aylett, Mary; Ordish, Olive. . London: Macdonald. 1965. OCLC 54053.
- Black, Maggie. . History Today. 12 December 1981  [10 January 2018]. （原始内容存档于2018-10-10）.
- Broomfield, Andrea. . Victorian Periodicals Review. Summer 2008, 41 (2): 101–123. JSTOR 20084239. S2CID 161900658. doi:10.1353/vpr.0.0032.
- Brown, Mark. . The Guardian. 2 June 2006  [2021-01-25]. （原始内容存档于2015-12-08）. |url-status=和|dead-url=只需其一 (帮助)
- Burnett, John. . History Today. April 1964  [15 January 2018]. （原始内容存档于2018-01-18）.
- Colquhoun, Kate. . London: Bloomsbury Publishing. 2008. ISBN 978-0-7475-9306-5.
- Cooke, Rachel. . The Observer. 15 March 2015  [2021-01-25]. （原始内容存档于2021-02-02）.
- David, Elizabeth. . Ray, Elizabeth  (编). . London: Penguin. 1974: xxv–xxx [1968]. ISBN 978-0-14-046205-0.
- David, Elizabeth. . London: Penguin. 2001 [1977]. ISBN 978-0-1402-9974-8.
- Davidson, Alan. . The American Scholar. Winter 1983, 52 (1): 98–106. JSTOR 41210911.
- Davidson, Alan. . Oxford: Oxford University Press. 2014. ISBN 978-0-1910-4072-6.
- Driver, Christopher. . London: Chatto & Windus. 1983. ISBN 978-0-7011-2582-0.
- Freeman, Len. . BBC News. 5 February 2011  [2021-01-25]. （原始内容存档于2021-02-15）.
- Freeman, Sarah. . London: Victor Gollancz Ltd. 1977. ISBN 978-0-575-01835-8.
- Freeman, Sarah. . London: Gollancz. 1989. ISBN 978-0-575-03151-7.
- Hardy, Sheila. . Stroud, Gloucestershire: The History Press. 2011. ISBN 978-0-7524-6122-9.
- Hughes, Kathryn. . London: HarperCollins Publishers. 2006  [2021-01-25]. ISBN 978-0-7524-6122-9. （原始内容存档于2020-11-03）.
- Hughes, Kathryn. . British Library. 15 May 2014  [27 November 2015]. （原始内容存档于2016-01-06）. |url-status=和|dead-url=只需其一 (帮助)
- Humble, Nicola. . London: Faber and Faber. 2006. ISBN 978-0-571-22871-3.
- Jack, Albert. . London: Penguin. 2010. ISBN 978-1-84614-254-3.
- Lieffers, Caroline. . Journal of Social History. June 2012, 45 (4): 936–959. JSTOR 41678945. S2CID 145735940. doi:10.1093/jsh/shr106.
- . The Atlas. 25 January 1845: 11.
- . Woolmer's Exeter and Plymouth Gazette. 25 January 1845: 4.
- . The Morning Post. 17 February 1845: 3.
- . The Spectator. 18 January 1845: 66.
- . Kentish Gazette. 28 January 1845: 3.
- Notaker, Henry. . Oakland, CA: University of California Press. 2017  [2021-01-25]. ISBN 978-0-520-96728-1. （原始内容存档于2020-08-01）.
- O'Brien, Lee Christine. . Newark, DE: University of Delaware. 2012  [2021-01-25]. ISBN 978-1-61149-392-4. （原始内容存档于2020-08-01）.
- Quayle, Eric. . London: Studio Vista. 1978. ISBN 978-0-2897-0707-4.
- Ray, Elizabeth. . Ray, Elizabeth  (编). . London: Penguin. 1974: xix–xxiii [1968]. ISBN 978-0-14-046205-0.
- Ray, Elizabeth. .  線上版. 牛津大學出版社. 2008  [2 January 2018]. doi:10.1093/ref:odnb/73. 需要订阅或英国公共图书馆会员资格
- . The Digest. September 1990, 10 (2).
- Smith, Delia. . . By Hardy, Sheila. Stroud, Gloucestershire: The History Press. 2011. ISBN 978-0-7524-6122-9.
- . WorldCat.   [22 February 2018]. （原始内容存档于2021-01-31）.
- Snodgrass, Mary Ellen. . Abingdon, Oxfordshire: Routledge. 2004  [2021-01-25]. ISBN 978-1-135-45572-9. （原始内容存档于2020-10-18）.
- . 牛津英語詞典 (第三版). 牛津大學出版社. 2005-09  [10 January 2018] （英语）.
- Stein, Rick. . The Guardian. 29 November 2003  [2021-01-25]. （原始内容存档于2021-02-04）.
- Walker, Julian. . London: Bloomsbury Publishing. 2013  [2021-01-25]. ISBN 978-0-7478-0952-4. （原始内容存档于2020-08-01）.
- Wilson, Bee. . The Sunday Telegraph. 8 May 2011  [2021-01-25]. （原始内容存档于2021-01-31）.
- Zlotnick, Susan. . Frontiers: A Journal of Women Studies. 1996, 16 (2/3): 51–68. JSTOR 3346803. doi:10.2307/3346803.